# شهرهای ناپیدا
شهرهای ناپیدا یکی از رمان‌های ایتالو کالوینو است که در سال ۱۹۷۲ منتشر شد. این کتاب نخستین بار (۱۳۶۸) توسط ترانه یلدا با عنوان شهرهای نامرئی و بعد توسط بهمن رییسی دهکردی با عنوان شهرهای ناپیدا و فرزام پروا با عنوان شهرهای بی نشان به فارسی برگردانده شده‌است.

## داستان
این کتاب قدرت و توانایی قوه تخیل را از طریق توصیف‌های مارکوپولو نشان می‌دهد. این کتاب گفت‌وگو میان امپراتور سالخورده مغول  قوبلای خان و مارکوپولو تنظیم است. در این کتاب که به شکل شعر نثری نوشته شده ۵۵ شهر خیالی توسط مارکوپولو توصیف می‌شود. هر یک از این اشعار به موضوعی عمیق نظیر فرهنگ، زبان، زمان، حافظه و مرگ می‌پردازد.

## ساختارشناسی
مارکوپولو در طول نه فصل کتاب در مجموع پنجاه و پنج شهر را برای قوبلای خان توصیف می کند، اسامی این شهرها همگی نام زنان است. شهرها به یازده گروه موضوعی و هر کدام پنج گروه تقسیم می شوند:
1. شهرها و حافظه
2. شهرها و هوس
3. شهرها و نشانه‌ها
4. شهرهای باریک
5. شهرهای داد و ستد
6. شهرها و چشم‌ها
7. شهرها و نام‌ها
8. شهرها و مردگان
9. شهرها و آسمان
10. شهرهای پیوسته
11. شهرهای پنهان

او همچنان که این فهرست را به ترتیب کامل می‌کند، در یک ساختار ریاضی دقیق، بین گروه‌ها به جلو و عقب حرکت می‌کند. در جدول زیر شهرها به ترتیبی که در کتاب معرفی می‌شوند به همراه گروهی که به آن تعلق دارند نشان داده شده است.
- هر یک از نه فصل با یک بخش افتتاحیه آغاز و به یک بخش پایانی ختم می‌شود. بحش‌هایی که حاوی توصیف شهرها هستند بین این دو بخش قرار دارد.
- ساختار ویژه را می‌توان با دقت در جدول زیر شناسایی کرد. در این جدول ستون‌ها نماینده یازده موضوع کتاب و  ۵۵ سطر آن، بخش‌های کتاب است (فصل اول و نهم ده بخش، سایر فصل‌ها هر کدام پنج بخش)
- در هر ستون پنج شهر وجود دارد.اما هر شهر فقط در یک گروه موضوعی است. بنابراین در مجموع ۵۵ (۵*۱۱) شهر توصیف می‌شود.
- شهر باوسیس در این جدول در کانون شهرها قرار گرفته است و به نظر می‌رسد  شهرها در این جدول نسبت به این کانون به شکل قرینه آینه‌ای قرار گرفته‌اند و اگر ۲۷ شهر توصیف شده پیش از این باوسیس را ۱۸۰ بچرخانیم ۲۷ شهر بعدی را خواهیم دید.
- به جز دو فصل، در سایر فصل‌ها ۵ شهر به شکل مورب چیده شده‌اند. (به عنوان مثال در فصل ۲ موریلا تا یوفمی.

این خط موربِ پنج‌شهری در فصل بعدی یک ستون موضوعی به جلو می‌رود
- کالوینو در فصل نهم برای تمام کردن این حرکت خطوط مورب را به صورت مرحله‌ای کوتاه می کند.
- این پایبندی دقیق به الگوی ریاضی مشخصه گروه ادبی Oulipo است که کالوینو به آن تعلق داشت.

| شماره بخش | خاطره     | هوس     | نشانه‌ها | باریک    | داد و ستد | چشم‌ها   | نام‌ها   | مردگان   | آسمان    | پیوسته  | پنهان |
| --------- | --------- | ------- | ------- | -------- | --------- | ------- | ------- | -------- | -------- | ------- | ----- |
| ۱         | دیومیرا   |         |         |          |           |         |         |          |          |         |       |
| ۱         | ایزیدورا  |         |         |          |           |         |         |          |          |         |       |
| ۱         | دوروته‌آ   |         |         |          |           |         |         |          |          |         |       |
| ۱         | زهیره     |         |         |          |           |         |         |          |          |         |       |
| ۱         | آناستازیا |         |         |          |           |         |         |          |          |         |       |
| ۱         |           | تامارا  |         |          |           |         |         |          |          |         |       |
| ۱         | زورا      |         |         |          |           |         |         |          |          |         |       |
| ۱         | دسپینا    |         |         |          |           |         |         |          |          |         |       |
| ۱         |           | زیرما   |         |          |           |         |         |          |          |         |       |
| ۱         |           |         | ایزورا  |          |           |         |         |          |          |         |       |
| ۲         | موریلیا   |         |         |          |           |         |         |          |          |         |       |
| ۲         | فدورا     |         |         |          |           |         |         |          |          |         |       |
| ۲         |           | زوئی    |         |          |           |         |         |          |          |         |       |
| ۲         |           |         | زنوبی   |          |           |         |         |          |          |         |       |
| ۲         |           |         |         | یوفمیا   |           |         |         |          |          |         |       |
| ۳         |           | زبیده   |         |          |           |         |         |          |          |         |       |
| ۳         |           | هیپاتیا |         |          |           |         |         |          |          |         |       |
| ۳         |           |         | آرمیلا  |          |           |         |         |          |          |         |       |
| ۳         |           |         |         | کلوئه    |           |         |         |          |          |         |       |
| ۳         |           |         |         |          | والدرادا  |         |         |          |          |         |       |
| ۴         |           |         | اولیویا |          |           |         |         |          |          |         |       |
| ۴         |           |         | زعفرانی |          |           |         |         |          |          |         |       |
| ۴         |           |         |         | یوتروپیا |           |         |         |          |          |         |       |
| ۴         |           |         |         |          | زمرود     |         |         |          |          |         |       |
| ۴         |           |         |         |          |           | آگلورا  |         |          |          |         |       |
| ۵         |           |         |         | اکتاویا  |           |         |         |          |          |         |       |
| ۵         |           |         |         | ارسیلا   |           |         |         |          |          |         |       |
| ۵         |           |         |         |          | باوسیس    |         |         |          |          |         |       |
| ۵         |           |         |         |          |           | لیندرا  |         |          |          |         |       |
| ۵         |           |         |         |          |           |         | ملانیا  |          |          |         |       |
| ۶         |           |         |         |          | زمرد      |         |         |          |          |         |       |
| ۶         |           |         |         |          | فیلیس     |         |         |          |          |         |       |
| ۶         |           |         |         |          |           | پیرا    |         |          |          |         |       |
| ۶         |           |         |         |          |           |         | ادلما   |          |          |         |       |
| ۶         |           |         |         |          |           |         |         | یودوکسیا |          |         |       |
| ۷         |           |         |         |          |           | موریانا |         |          |          |         |       |
| ۷         |           |         |         |          |           | کلاریس  |         |          |          |         |       |
| ۷         |           |         |         |          |           |         | یوزاپیا |          |          |         |       |
| ۷         |           |         |         |          |           |         |         | بیرشپا   |          |         |       |
| ۷         |           |         |         |          |           |         |         |          | لئونیا   |         |       |
| ۸         |           |         |         |          |           |         | ایرن    |          |          |         |       |
| ۸         |           |         |         |          |           |         | آرژیا   |          |          |         |       |
| ۸         |           |         |         |          |           |         |         | تکلا     |          |         |       |
| ۸         |           |         |         |          |           |         |         |          | ترود     |         |       |
| ۸         |           |         |         |          |           |         |         |          |          | الیندا  |       |
| ۹         |           |         |         |          |           |         |         | لودیما   |          |         |       |
| ۹         |           |         |         |          |           |         |         | پرینتیا  |          |         |       |
| ۹         |           |         |         |          |           |         |         |          | پروکوپیا |         |       |
| ۹         |           |         |         |          |           |         |         |          |          | رئیسه   |       |
| ۹         |           |         |         |          |           |         |         | آندریا   |          |         |       |
| ۹         |           |         |         |          |           |         |         |          | سیسیلیا  |         |       |
| ۹         |           |         |         |          |           |         |         |          |          | ماروزیا |       |
| ۹         |           |         |         |          |           |         |         |          | پنته‌سیلا |         |       |
| ۹         |           |         |         |          |           |         |         |          |          | تئودورا |       |
| ۹         |           |         |         |          |           |         |         |          |          | برنیس   |       |

## زمینه
ارسطو در کتاب سیاست خود می‌نویسد: «هدف اساسی شهرساز این است که بوسیله علم خود نه تنها در شهروندان و ساکنان شهر خود اطمینان نفس و آرامش خاطر به‌وجود آورد، بلکه محیط رفاه و شادابی آنها را نیز فراهم سازد.»
این نظر که بیش از سیصد سال قبل از میلاد مسیح ایجاد شده‌است، همواره فکر روشنفکران را بخود مشغول داشته‌است.
ما هم‌اکنون شهرهای بسیاری را می‌شناسیم که در قرون مختلف و در اقصی و اکناف کره ارض به وجود آمده، رشد کرده، دوران شکوفائی خود را پیموده و از بین رفته‌اند و داستان‌های کم و بیش شگفت‌انگیزی از خود به‌جای گذاشته‌اند که دهان به دهان گشته و به گوش ما نیز رسیده‌است..
از اوّلین شهرهای بین‌النهرین شنیده‌ایم؛ از میان آن‌ها آشور و بابل، هگمتانه و پاسارگاد، اور و شوش، تیسفون و مداین را بیاد می‌آوریم که گهواره تمدن محسوب می‌شوند؛ از آتن، اسکندریه و شهرهای یونان باستان شنیده‌ایم که دمکراسی و حکومت مردم بر مردم در آن‌ها حاکم بود. از لوله‌های آبرسانی معلق رومی‌ها شنیده‌ایم که به کمک پل‌ها و طاقی‌های آجری و سنگی؛ اّب آشامیدنی را از فرسنگ‌ها مسافت به حوضها و فواره‌های داخل شهر می‌رساندند. شنیده‌ایم که مردمان آن‌ها در میدان‌های ورزشی جمع می‌شدند و از کشتی‌گیری و نبرد بین گلادیاتورها لذت می‌بردند؛ بعضی مواقع مسیحیان و مخالفان دین رسمی را در مقابل چشم خود تجسم می‌کنیم که در همان میدان‌ها لقمهٔ ببرها، شیرها و حیوانات وحشی دیگر می‌شدند؛ روم و کارتاژ، اسکندریه و قسطنطنیه را به یاد می‌آوریم و به عظمت از دست رفته آن‌ها فکر می‌کنیم.
اهرام ثلاثه مصر را در خاطر خود زنده می‌کنیم و به نظم چند هزارهٔ مصریان در شمال آفریقا، هندوستان و چین در آسیا، آزتک‌ها و اینکاها در آمریکای مرکزی و جنوبی می‌اندیشیم و به سازماندهی پر پیچ و خم اداری آن‌ها فکر می‌کنیم.
شهرهای قرون وسطی را به یاد می‌آوریم و ناقوس کلیساها در گوشمان طنین می‌اندازد؛ به یاد صومعه‌ها و دیرهایی می‌افتیم که ساکنان آن‌ها از صبح تا شب و سپس از شب تا صبح به عبادت خدای خود می‌نشستند؛ کلیساها را تجسم می‌کنیم که بعضی مواقع با گنبدهای سر به فلک کشیده، به سوی آسمان کش می‌آوردند تا روح مؤمنان را به عرش والا برسانند و بعضی مواقع به دور خود حُجره می‌زدند تا تصویر زاهدان به زانو نشسته را نشان دهند؛ جیغ و داد «زنان جادوگر و مؤمنان مرتد؛ ملحدان دینی و علمای خطاکار» را می‌شنویم که زیر دستگاه تفتیش عقاید به جادوگری، مرتدی و گناه ناکردهٔ خود اعتراف می‌کردند و بر خرمنی آتش تقاص پس می دادند.
شهری را در خواب می‌بینیم که «شهر صلح» نام دارد؛ بعضی‌ها آن را یروشالیم یا اورشلیم می‌نامند و بعضی دیگر دارالسلام یا قدس و بیت‌المقدس. آن را سرزمین موعود می‌گویند و برایش دعواها به راه می‌اندازند، اما وقتی فرصت پیدا می‌کنند، همگی بسویش می‌نگرند و بعد از آنکه نماز و عبادت کردند، چه‌ها که نمی‌کنند: به راستی که دل خاص و عام برای آن کباب می‌شود!
شهرهای دوران اسلامی را می‌شناسیم که در زیر طاق بازارچه‌ها و چهارسوق‌های خود سر و صدای زرگران و مسگران، مخمل دوزان و قالیبافان را طنین می‌اندازد. حمام‌ها را به یاد می‌آوریم که گاهی مردانه هستند و گاهی زنانه: از جاروجنجالی که به راه می‌افتد حرفی نمی‌زنیم که واقعاً تماشائی است! میدان‌های و باغ‌های بغداد و اصفهان، سمرقند و بخارا، دمشق و قرنطیه را تصور می‌کنیم و به یاد گلدسته‌های مساجدی می‌افتیم که مؤذن از فراز آن‌ها بانگ الله اکبر را به گوش مؤمنان می‌رساند. کاروانسراهایی را به یاد می‌آوریم که مسافران خسته و کوفته و تازه از راه سفر رسیده را آرامش می‌داد. به یاد بادگیرها، یخچالها، کاریزها و قنات‌های آبرسانی و سایه روشن‌های کوی و برزن شهرهای حواشی کویر می‌افتیم و در مقابل عملکرد آن‌ها مات و متحیر می‌مانیم.
با یک چشم به شهر عالی و ایدئال دوران رنسانس، به مدینه فاضله و دیگر شهرهای تخیلی می‌نگریم و با چشم دیگر به شهر انقلاب صنعتی را به یاد می‌آوریم که بالاخره تمام ساکنان را در مقابل تساوی حقوق شهروندی قرار داد.
به شهرهای مملو از آسمانخراش‌های سر به فلک کشیدهٔ دنیای مدرن می‌نگریم و آدم هادی را می‌بینیم که همانند مورچه از اینور به آن ورمی‌روند و طوری عمل می‌کنند که گوئی همه با هم قهر هستند: یا کلمه‌ای رد و بدل نمی‌کنند یا آنکه ادا و اطوار درمی‌آورند و در تنهائی با خود پچ پچ می‌کنند. شیکاگو و نیویورک، توکیو و تهران بزرگ را می‌بینیم و انگشت حیرت به دهان می‌گیریم. از خود می‌پرسیم:چه چیزی برسرما آمده‌است؟ خدایا چه گناهی کردیم که چنین مصیبتی دچارمان شد؟ چرا قادر به تنفس نیستیم؟ چرا رنگ و بوی هوا و آب آشامیدنی عوض شده‌است؟
این‌ها و چیزهای دیگر، موضوعاتی است که نویسنده در کتاب شهرهای ناپیدا بررسی کرده و تا حدی به آن‌ها پاسخ داده‌است. گرچه شهرهای کالوینو به هیچ‌یک از شهرهای امروزی شهرهای امروزی شباهت ندارد، اما همچون آینه منعکس کنندهٔ تمام مسائل آنهاست.